# Ijimaia loppei
Ijimaia loppei är en fiskart som beskrevs av Louis Roule 1922. Ijimaia loppei ingår i släktet Ijimaia och familjen Ateleopodidae. Inga underarter finns listade i Catalogue of Life.